# Secret (Lied)
Secret ist ein Lied von Madonna aus dem Jahr 1994, das von ihr und Dallas Austin sowohl geschrieben als auch produziert wurde. Es erschien auf dem Album Bedtime Stories.

## Geschichte
Nach den Veröffentlichungen von Madonnas Buch SEX, dem Film Body of Evidence, dem Studioalbum Erotica und einem missglückten Interview in der Late Show with David Letterman im Jahr 1994 erreichte Madonnas neues Image einen Höhepunkt in den Medien und der Öffentlichkeit. Madonna wollte dies abschwächen. Dem wirkte sie zunächst mit der Ballade I’ll Remember entgegen. Musikalisch wollte sie eine neue Richtung einschlagen, sie begann New-Jack-Swing und R&B mit einem massen- und radiotauglichen Sound zu kombinieren. Nach der Vorstellung konzipierte sie ihr Album Bedtime Stories, das im Oktober 1994 erschien. Ursprünglich begann es als Zusammenarbeit mit dem Produzenten Shep Pettibone und sollte Erotica stilistisch ähnlich sein, aber aufgrund Madonnas Wunsch in die Richtung New-Jack-Swing und R&B einzuschlagen, holte sie sich entsprechende Produzenten aus dem Bereich.
Nach langer Suche entschied sich Madonna für Babyface, der zuvor erfolgreich mit Künstlern wie Whitney Houston, Boyz II Men und Toni Braxton zusammengearbeitet hatte. Durch ihn lernte sie auch den aufstrebenden Produzenten Dallas Austin kennen, der das Album Ooooooohhh... On the TLC Tip von TLC mitproduzierte. Zusammen komponierten sie die Songs Secret und Sanctuary. Ersteres wurde ursprünglich als Demo unter dem Titel „Something's Coming Over Me“ aufgenommen, das von Dallas Austin überarbeitet wurde und sich zu einem anderen Song entwickelte. Die Veröffentlichung war am 27. September 1994. Auf dem Cover der Single liegt Madonna auf einem Sofa und ihr Aussehen ist dem von Jean Harlow in den 1930ern. Der Fotograf des Covers in Schwarzweißfotografie war Patrick Demarchelier. Ungewöhnlich für die Zeit Mitte der 1990er war, dass Madonna in Audio-Ausschnitten Teile ihres Liedes präsentierte.

“Hello, all you Cyberheads! Welcome to the 90's version of intimacy. You can hear me… You can even see me… But you can't touch me… do you recognize my voice?… It's Madonna. Often imitated, but never duplicated. Or, should I say, often irritated? If you feel like it, you can download the sound file of my new single "Secret", from my new album, Bedtime Stories, which comes out next month. I just shot the video in New York, and will be premiering an exclusive sample of it online. So check back soon. In the meantime, why don't you post me a message and let me know what you think of my new song. And by the way, don't believe any of those online imposters pretending to be me… ain't nothing like the real thing. Peace out”

„Hallo, all ihr Cyberheads! Willkommen in den 1990er-Version der Intimität. Ihr könnt mich hören… Ihr könnt mich sogar sehen… aber ihr könnt mich nicht berühren… erkennt ihr meine Stimme?… Es ist Madonna. Oft kopiert, aber nie erreicht. Oder sollte ich sagen, oft gesehen? Wenn ihr Lust habt, könnt ihr die Sound-Datei meiner neuen Single Secret aus meinem neuen Album Bedtime Stories herunterladen, die nächsten Monat herauskommt. Ich habe gerade das Video in New York gedreht und werde ein exklusives Beispiel davon online vorführen. So schaut bald wieder vorbei! Warum schickt ihr mir nicht eine Nachricht und sagt mir, was ihr von meinem neuen Song haltet? Und übrigens: Glaubt keinem Online-Betrüger, der vorgibt ich zu sein… ist nicht die Realität."“

Die Aufnahmen fanden von April bis Juni 1994 in den Axis Studios in New York und den DARP Studios in Atlanta Studios in Atlanta statt. Neben der Produktionsarbeit spielte Austin auch Schlagzeug und Keyboards, während Tommy Martin die Akustikgitarren spielte. Fred Jorio und Spike Stent arbeiten als Toningenieure an der Musikprogrammierung, während Tony Shimkin am Sequenzer mitwirkt. Jon Gass und Alvin Speights mischten den Song und schließlich übernahmen Jessie Leavey Craig Armstrong und Suzie Katayama die Streicher und dirigierten Sessions.
Laut Musicnotes.com ist das Lied in der Taktart der gemeinsamen Zeit eingestellt und schreitet mit 96 BPM voran. Die Komposition ist in der Tonart es-Moll gesetzt, wobei Madonnas Gesang von G♭3 bis G♭4 reicht. Secret enthält eine grundlegende Sequenz von B♭7–E♭m7–D♭–Cm7–C♭ während der Eröffnungsverse und B7–Em–D–C in der Akkordfolge des Refrains. Madonnas Stimme bleibt im Mittelpunkt der Songproduktion, da sie Texte wie „happiness lies in your own hand“ singt. Im Text geht es um einen Liebhaber, der ein Geheimnis hat und Madonna erkannte, dass das eigene Glück unter der eigenen Kontrolle liegt. In Madonna the Companion: Two Decades of Commentary schrieben die Autoren Allen Metz und Carol Benson, dass der Ton, den Madonna beim Singen dieser Texte verwendet, darauf hindeutet, dass sie über Selbstbestimmung nicht Autoerotik spricht. Während des gesamten Liedes singt Madonna auch den Text „My baby's got a secret“, aber offenbart dabei das Geheimnis nicht.
Secret war eine Abkehr von dem üblichen Musikstil den Madonna im Repertoire hatte. Zuvor veröffentlichte sie tanzbare Popmusik und melodische Balladen. In Secret mischte Madonna Popmusik mit Contemporary R&B. Es beginnt mit einer Akustikgitarre, Dämpfer und Madonnas Gesang. Dann folgt der Drumrhythmus. Im Refrain singt sie: „Something's coming over, mmmmmmmm“. Es wird von den Saiten getragen. Laut Rikky Rooksby, Autor von The Complete Guide to the Music of Madonna, werden die absteigenden Akkorde von den aufsteigenden Streichern unterstützt – ein Beispiel für die Gegenbewegung, die in der Musik verwendet wird. Während des Mittelteils wird neben den Streichern ein weiteres Dämpfersolo folgen. Gegen Ende fügen die Melodien eine obere Harmonie zur Differenzierung mit den Strophen hinzu.

## Musikvideo
Das Musikvideo wurde in Schwarzweißfotografie gedreht. Im Video singt Madonna das Lied mit einer Begleitband, während nebenbei eine Stadtkulisse und diverse Bewohner zu sehen sind. Der Clip war erstmals am 4. Oktober 1994 auf MTV zu sehen.

## Coverversionen
- 1995: Junior Vasquez
- 1996: Adel Tawil (Rapversion)
- 2003: MarthaV
- 2004: Zélia Duncan
- 2005: Danni Carlos
- 2008: Melissa Totten